# Pintures d'Afrasiab
Les Pintures d'Afrasiab, també anomenades Pintures dels Ambaixadors, són un rar exemple d'art de Sogdiana, a l'Àsia central. Van ser trobades al 1968, quan les autoritats locals feren construir una carretera enmig de la muntanya Afrasiab, antic indret de la Samarcanda premongol. Ara estan preservades en un museu especial d'Afrasiab.

## Descripció
Les pintures daten de mitjan segle VIII. Es degueren pintar entre 648 i 651, poc abans de la fi del govern turc occidental (603–657), doncs n'hi ha diversos oficials seus representats; o després del 658, quan aquest govern fou absorbit per la dinastia Tang xinesa.

### Inscripció del rei Varcumã
Als murals d'Afrasiab, es trobà una inscripció que esmenta Varcumã. S'hi pot llegir en soguedià:
| «                                        | Quan el rei Varcumã Unas va arribar a ell [l'ambaixador] va obrir la boca [i va dir així]: "Sóc Pucarzate, el dapirpat (canceller) de Txaghaniyan. Vaig arribar aquí des de Turantás, senyor de Chaganiã, a Samarcanda, per al rei, i pel que fa al rei [ara] estic [aquí] i no tinc cap dubte sobre mi: sobre els déus de Samarcanda, així com sobre l'escriptura de Samarcanda, sóc molt conscient i tampoc no van fer mal al rei. Que tingueu molta sort! "I el rei Varkhuman Unash es va acomiadar [d'ell]. I [llavors] el dapirpat de Chache (canceller) actual Taixkent va obrir la boca. | » |
| — Inscripció al mantell d'un ambaixador. | |   |

### Oficials i cortesans turcs occidentals
Contràriament als ambaixadors d'altres països, els turcs occidentals del mural no duen presents i són tinguts per escortes militars dels ambaixadors. Es distingeixen per les seues llargues trenes. Els ambaixadors de diversos països poden haver retut homenatge al rei Varcumã i possiblement al kagan turc occidental Xecui, que eren vassalls l'Imperi Tang de la Xina. Els nombrosos oficials i cortesans turcs que hi apareixen poden suggerir el predomini dels turcs occidentals en la cort de Samarcanda durant el període.
Al mural, els turcs occidentals són turcs ètnics, nuxibis, en comptes de soguedians turquinitzats, com suggereixen les seues nítides faiçons mongoles i els rostres sense barba. Són el grup ètnic més nombrós del mural. La seua representació ofereix un besllum únic dels vestits turcs dels segles VI i VII. Solen dur 3 o 5 trenes llargues, generalment plegades en una única trena. Tenen jaques de manega monocroma llargues fins al turmell, amb dues solapes. Aquesta moda de coll és vista per primera vegada a Hotan, prop de Turfan, terra turca tradicional, del segle II al IV. Duen botes negres de punta fina. I usen polseres d'or amb lapislàtzuli o perles.

## Visió general
Són quatre parets, amb murals en diferents estats de preservació. Hi havia dos registres, un de superior i un altre d'inferior, però el registre superior dels murals fou pràcticament destruït per excavadores durant les obres de construcció que revelaren la troballa. Se'n proposaren diverses reconstruccions per a tot el mural.

### Restauració
A la primeria del 2014, l'estat francés declarà que finançaria la restauració de les pintures.